# Арсе (Кот-д’Ор)
Арсе́ (фр. Arcey) — коммуна во Франции, находится в регионе Бургундия. Департамент коммуны — Кот-д’Ор. Входит в состав кантона Сомбернон. Округ коммуны — Дижон.
Код INSEE коммуны — 21018.

## Население
Население коммуны на 2010 год составляло 48 человек.
| 1962 | 1968 | 1975 | 1982 | 1990 | 1999 | 2010 |
| ---- | ---- | ---- | ---- | ---- | ---- | ---- |
| 27   | 26   | 32   | 33   | 42   | 45   | 48   |

## Экономика
В 2010 году среди 32 человек трудоспособного возраста (15—64 лет) 26 были экономически активными, 6 — неактивными (показатель активности — 81,3 %, в 1999 году было 79,3 %). Из 26 активных жителей работали 24 человека (14 мужчин и 10 женщин), безработных было 2 (1 мужчина и 1 женщина). Среди 6 неактивных 1 человек был учеником или студентом, 4 — пенсионерами, 1 был неактивным по другим причинам.